# Nemacheilinae
Nemacheilinae är en underfamilj till familjen grönlingsfiskar (Balitoridae). Underfamiljen omfattar 543 arter fördelade över 34 släkten, som huvudsakligen förekommer i Asien.
I svenska vatten finns underfamiljen bara representerad med arten grönling.

## Systematik
Underfamiljen omfattar följande släkten:
| - Aborichthys - Acanthocobitis - Barbatula - Barbucca - Dzihunia - Ellopostoma - Heminoemacheilus - Ilamnemacheilus - Indoreonectes - Lefua - Longischistura - Mesonoemacheilus - Micronemacheilus - Nemacheilus - Nemachilichthys - Neonoemacheilus - Nun | - Oreonectes - Orthrias - Oreias - Paracobitis - Paranemachilus - Physoschistura - Protonemacheilus - Schistura - Seminemacheilus - Sphaerophysa - Sundoreonectes - Traccatichthys - Triplophysa - Tuberoschistura - Turcinoemacheilus - Vaillantella - Yunnanilus |